# ژنتیک مولکولی
ژنتیک مولکولی (به انگلیسی: Molecular genetics) شاخه‌ای از زیست‌شناسی و ژنتیک است که به بررسی ساختار و کارکرد ژن‌ها در سطح مولکولی می‌پردازد. ژنتیک مولکولی با بکار گرفتن روش‌های ژنتیکی و زیست‌شناسی ملکولی سعی دارد تا عملکرد و فعل و انفعالات بین ژنها را شناسایی کند. این شاخهٔ زیست‌شناسی، علاوه بر بررسی چگونگی جابجایی ژن‌ها از نسلی به نسل دیگر، به فهم بهتر زیست‌شناسی رشد و جهش ژنتیکی که می‌توانند منجر به انواع خاصی از بیماریها شوند کمک می‌کند. از طریق بکارگرفتن روش‌های ژنتیکی و زیست‌شناسی ملکولی، ژنتیک ملکولی سعی دارد به علل مربوط به حمل و انتقال خصوصیتهای خاص بین گونه‌های مختلف جانداران و همچنین دلایل و نحوهٔ جهشهای ژنتیکی پی ببرد.
ژنتیک مولکولی حوزه‌ای از زیست‌شناسی است که ساختار و عملکرد ژن‌ها را در سطح مولکولی مطالعه می‌کند؛ بنابراین هم از روش‌های زیست مولکولی و هم از ژنتیک استفاده می‌کند. مطالعه کروموزوم‌ها و بیان ژن از یک ارگانیسم می‌تواند درک و فهمی از وراثت، تنوع ژنتیکی و جهش‌ها را ایجاد کند که این در مطالعه زیست‌شناسی تکاملی (به انگلیسی: developmental biology) و در فهم و درمان بیماری‌های ژنتیکی مفید است.

## تکنیک‌ها

### تکثیر
تکثیر ژن روشی است که در آن یک ژن خاص یا یک توالی از DNA در فرآیندی که همانندسازی DNA نامیده می‌شود به دفعات زیاد تکثیر می‌شود.
واکنش زنجیره‌ای پلیمراز
اجزای اصلی واکنش زنجیره‌ای پلیمراز (PCR) نوکلئوتیدهای DNA, DNAی الگو، پرایمر و تگ پلیمراز هستند. نوکلئوتیدهای DNA از روی رشته الگو توالی خاصی را می‌سازند. پرایمرها رشته‌های کوتاهی از نوکلئوتیدهای مکمل هستند که همانندسازی از آنجا آغاز می‌شود، تگ پلیمراز نیز یک آنزیم مقاوم به حرارت است که نوکلئوتیدها را در مقابل رشته الگو قرار داده و رشته‌هایی جدید تکثیر می‌یابند.

### کلونینگ DNA در باکتری
کلونینگ فرایند ایجاد تعداد زیادی نسخه یکسان از یک توالی DNA است. توالی DNA داخل یک وکتور (حامل) کلونینگ(cloning vector) جای داده می‌شود. این وکتور از یک ویروس خودهمانندساز، پلاسمید(plasmid) یا سلول‌های ارگانیسم‌هایی با پیچیدگی تکاملی بیشتر منشأ می‌گیرد. زمانی که DNA با اندازه مناسب جای داده می‌شود، DNAی وکتور و DNA هدف به یکدیگر متصل شده و یک مولکول DNA نوترکیب(recombinant DNA) ایجاد می‌کنند.
سپس مولکول‌های DNA نوترکیب داخل یک سویه باکتری (معمولاً E.coli) قرار می‌گیرند و این باکتری بعد از ترانسفورماسیون، نسخه‌های یکسان تولید می‌کند. تراسفورماسیون مکانیزم جذب DNA بوسیله باکتری است. به هر حال، تنها یک مولکول DNA نوترکیب می‌تواند داخل یک سلول باکتری منفرد کلون شود بنابراین هر کلون فقط حاوی یک DNA درج شده‌است.

### جداسازی و تشخیص (Separation & detection)
در جداسازی و تشخیص، DNA و mRNA از سلول‌ها جداسازی و به آسانی بوسیله ایزولاسیون (isolation) تشخیص داده می‌شوند. به منظور فراهم‌سازی یک منبع پایدار از سلول‌های آماده ایزالاسیون، سلول‌ها کشت داده می‌شوند.

### کشت‌های سلولی(cell cultures)
یک کشت سلولی در ژنتیک مولکولی کشتی است که در شرایط مصنوعی رشد یابد. برخی از انواع سلولی مانند سلول‌های پوست به خوبی در محیط کشت رشد می‌کنند اما سلول‌های دیگر مولد خوبی در محیط کشت نیستند. تکنیک‌های متفاوتی برای هر نوع سلول وجود دارد، اخیراً تکنیک‌هایی یافت شده‌اند که رشد را در سلول‌های بنیادی و عصبی تقویت می‌کنند. کشت‌ها به منظور حفظ تمام نسخه‌های یک ژن، فریز شده و تنها زمانی که لازم باشد گرم می‌شوند که این فرایند منبع ثابتی از سلول‌ها را فراهم می‌کند.

### استخراج DNA
طی ایزولاسیون (استخراج) DNA,DNA به شکل خالص از یک سلول استخراج می‌شود. در مرحله اول DNA از اجزای سلولی مانند پروتئین‌ها، RNA و لیپیدها جداسازی می‌شود. این عمل بوسیله قرار دادن سلول‌ها در یک لوله باریک حاوی محلولی که به شکل مکانیکی و شیمیایی سلول‌ها را می‌شکند انجام می‌شود.
محلول، حاوی آنزیم‌ها، مواد شیمیایی و نمک‌هایی است که سلول‌ها را می‌شکنند اما به DNA آسیبی نمی‌رسانند. آنزیم‌های این محلول، باعث حل شدن پروتئین‌ها شده و مواد شیمیایی موجود در آن باعث تخریب تمام RNAهای موجود می‌شود. نمک‌ها نیز به بیرون کشیدن DNA به داخل محلول کمک می‌کنند. در مرحله بعد DNA از محلول بوسیله چرخش در یک سانتریفیوژ (که می‌تواند DNA را در انتهای یک لوله جمع‌آوری کند) جداسازی می‌شود. پس از سانتریفیوژ محلول رویی دور ریخته شده و DNA مجدداً در یک محلول ثانویه ریخته می‌شود که این فرایند کار با DNA را در مراحل بعدی تسهیل می‌سازد. نتیجه حاصل از این فرایند، DNA تغلیظ شده‌ای است که حاوی هزاران نسخه از ژن است. در پروژه‌هایی در مقیاس بزرگ مانند پروژه توالی یابی ژنوم انسان تمام این کارها بوسیله روبات انجام می‌شود.

### استخراج mRNA
DNA بیان شده که سنتز یک پروتئین را کد می‌کند هدف نهایی دانشمندان است که بوسیله استخراج mRNA (RNA پیام بر) بدست می‌آید.
در ابتدا از یک فرایند طبیعی سلولی که در آن حدود ۲۰۰ نوکلئوتید آدنین به RNA پیام بر اضافه می‌شود و دم پلی آدنین نام دارد استفاده می‌شود.
در مرحله بعد سلول گسیخته می‌شود و محتوای سلول در معرض دانه‌های مصنوعی پوشیده از رشته‌های تیمین قرار می‌گیرند. از آنجاییکه آدنین و تیمین در رشته DNA با یکدیگر جفت می‌شوند دم پلی (A) و دانه‌های مصنوعی به یکدیگر متصل شده و پس از آن محتوای سلولی شسته می‌شوند اما رشته‌های mRNA همچنان متصل باقی می‌مانند. زمانی که mRNA ایزوله می‌شود، از ترانس کریپتاز معکوس به منظور تبدیل آن به یک DNA تک رشته استفاده می‌گردد. در مرحله بعد این DNA تک رشته‌ای توسط DNA پلیمراز به DNA دورشته‌ای تبدیل می‌شود. DNA مکمل (cDNA) بسیار پایدارتر از mRNA است بنابراین DNA تولید شده توالی DNA هدف محققان را به نمایش می‌گذارد.

## غربالگری ژنتیکی

### ژنتیک رو به جلو(Forward genetics)
این تکنیک به منظور شناسایی ژن‌ها یا موتاسیون‌های ژنتیکی ایجادکننده یک فنوتیپ خاص استفاده می‌شود. اغلب برای سرعت بخشیدن به این فرایند از یک جهش زا استفاده می‌شود. زمانی که جهش‌ها ایزوله شوند، ژن‌های جهش یافته به لحاظ مولکولی می‌توانند شناسایی شوند.
ژنتیک فراگیر رو به جلو(Forward saturation genetics) روشی برای در معرض قرار دادن ارگانیسم‌ها با یک جهش زا است. سپس زاده‌های ارگانیسم برای فنوتیپ خاص غربالگری می‌شوند. این نوع از غربالگری ژنی برای یافتن و شناسایی تمام ژن‌های درگیر در یک صفت استفاده می‌شود.

### ژنتیک معکوس(Reverse genetics)
ژنتیک معکوس فنوتیپ حاصل از یک ژن مهندسی شده خاص را تعیین می‌کند. به عبارتی این فرایند شامل ایجاد یک موجود تراریخته است که ژن موردنظر را بیان نمی‌کند. روش‌های جایگزین تحقیقات ژنتیکی معکوس شامل القای تصادفی حذف DNA (random induction of DNA deletions) و انتخاب توالی برای حذف(subsequent selection for deletions) در یک ژن موردنظر و همچنین استفاده از تداخل RNA (RNA interference) است.

## ژن درمانی
ژن درمانی می‌تواند برای جایگزین کردن یک ژن جهش یافته با کپی سالم از ژن به منظور فعال‌سازی یا سرکوب بیان یک ژن معیوب، یا معرفی یک ژن بیگانه به بدن برای کمک به مبارزه با بیماری استفاده شود. بیماری‌هایی که می‌توانند با ژن درمانی درمان شوند شامل عفونت‌های ویروسی، سرطان‌ها و اختلالات ارثی از جمله اختلالات سیستم ایمنی است. ژن درمانی یک کپی از ژن جهش یافته یا از دست رفته را بوسیله یک ویروس تغییریافته یا وکتور به سلول‌های هدف بیمار وارد می‌کند و بدین ترتیب یک شکل عملکردی از پروتئین می‌تواند تولید و در داخل بدن جای داده شود. وکتور این کار معمولاً siRNA است.

### پروژه ژنوم انسان
پروژه ژنوم انسان یک پروژه ژنتیک مولکولی است که در سال ۱۹۹۰ آغاز شد. تکمیل این پروژه ۱۵ سال به طول انجامید و و در سال ۲۰۰۳ به پایان رسید. این پروژه توسط ۱۸ کشور مختلف انجام گرفت و اهداف پروژه عبارت بود از:
۱. شناسایی ۲۰۰۰۰ تا ۲۵۰۰۰ ژن در DNA انسان (با وجود اینکه پیش‌بینی اولیه در حدود ۱۰۰۰۰۰ ژن بود).
1. تعیین توالی جفت بازهای شیمیایی در DNA انسان
2. ذخیره تمامی یافته‌ها در پایگاه داده
3. بهبود ابزارها یه منظور آنالیز اطلاعات
4. انتقال تکنولوژی به بخش خصوصی و
5. یافتن موارد اخلاقی، قانونی و اجتماعی که ممکن است در پروژه‌ها با آن‌ها مواجه شویم